# Florent de Ville
Florent de Ville, senyor de Ville a la Picardia i de Nouvion-le-Comte va ser un cavaller i cavaller croat francès.

## Biografia
Era fill de Jean de Ville i de la seva esposa Alix, senyors de Ville. El 1200, ell era senyor de Ville. Era company d'Alain de Roucy.
Va participar en la batalla de Muret de 1213 en la Croada contra els albigesos que confrontaren l'exèrcit de Simó IV de Montfort i les forces catalano-aragoneses i tolosanes dirigides per Pere II d'Aragó. Ell i Roucy juren davant Simó de Montfort matar el rei d'Aragó cosa que aconsegueixen. Altres fonts asseguren que qui va matar a Pere el Catòlic amb Florent de Ville va ser Alain de Renty.
El 1214 participa també a la batalla de Bouvines, sempre al costat d'Alain de Roucy.